# ESC Rennes School of Business
Die ESC Rennes School of Business ist eine französische Grande École für Wirtschaftswissenschaften. ESC steht für École Supérieure de Commerce, französisch für Handelshochschule. Die Gründung erfolgte 1990 in Rennes, der Hauptstadt der Bretagne, wo sich die Handelshochschule im Quartier Villejean-Beauregard unmittelbar neben der Handelskammer und der Präfektur auf drei Campus-Gebäude verteilt. 2016 erfolgte die Umbenennung in Rennes School of Business.

## Profil
Die ESC Rennes School of Business ist Mitglied der Conférence des grandes écoles und unterhält eine Partnerschaft mit der Internationalen Universität in Rabat, deren PGE-Studenten die gleichen Inhalte studieren und teilweise auch von den gleichen Professoren unterrichtet werden wie die in Rennes.

## Akkreditierungen
Die ESC Rennes ist Mitglied der Conférence des grandes écoles. Seit 2008 ist die ESC Rennes bei der EFMD (European Foundation for Management Development) für ihr Programme Grande Ecole akkreditiert. Die Akkreditierung durch die AACSB erfolgte 2012 und die der AMBA 2013. Ende 2014 erfolgte schließlich die EQUIS-Akkreditierung durch EFMD, womit auch von der sogenannten „Triple Crown“ gesprochen wird.

## Rankings
Im Financial Times Ranking 2013, bei dem Alumni nach ihrer Einkommensentwicklung nach dem MBA gefragt werden, rangierte die ESC Rennes mit ihrem Masters in Management-Programm weltweit auf Platz 36. 2014 belegte sie den 23. Platz bei 81 Teilnehmern.
In Frankreich belegt die ESC Rennes zusammen mit Audencia Nantes und IESEG Paris den Rang 6/36 im Bereich der Akademischen Exzellenz.

## Studienprogramme

### Das Programme Grande École
Das Renner Programme Grande École unterstreicht die internationale Ausrichtung der ESC Rennes, insofern es mit Ausnahme weniger Einführungsveranstaltungen ausschließlich in Englisch unterrichtet wird.

### Bachelor
Das IBPM, International Bachelor Programme in Management, führt in drei Jahren zum Bachelor-Abschluss in management.

### Master
Die internationalen Postgraduierten-Programme der ESC Rennes School of Business führen innerhalb von 18 Monaten (einschließlich eines 6-monatigen Praktikums) zum Master-Abschluss. Hierbei lassen sich folgende Vertiefungsrichtungen belegen:
- M.A. in International Business
- MSc in International Accounting, Management Control and Auditing
- MSc in International Finance
- MSc in International Marketing
- MSc in International Luxury and Brand Management
- MSc in International Communication and Digital Marketing
- MSc in International Logistics and Supply Chain Management
- MSC in International Purchasing and Sourcing
- MSc in Global Business Management
- MSc in International Business Negotiation
- MSc in International Human Resource Management
- MSc in Sports, Leisure & Tourism Management
- MSc in Eco-Design and Sustainable Management
- MSc in Entrepreneurship&Innovation

### Executive Education
Neben der konsekutiven Ausbildung bietet die ESC Rennes auch einen generalistischen EMBA-Abschluss an.

### Promotionsstudien
In Kooperation mit dem University College Dublin und der Universität Amsterdam führt die ESC Rennes ein PhD-Programm in Management durch. Daneben existiert ein internationales DBA-Programm, das in Kooperation mit Partneruniversitäten in China (Beijing University of Post and Telecommunications) und Brasilien (Fundação Getulio Vargas) durchgeführt wird.

## Partneruniversitäten
Zu den Partneruniversität der ESC Rennes zählen BI Norwegian Business School, Beijing University of Post and Telecommunications, City University of Hong Kong, Deakin University, Fachhochschule Vorarlberg, Hochschule für Wirtschaft und Recht Berlin, Indian Institute of Management Ahmedabad, Jönköping International Business School, Koç Üniversitesi, Akademia Leona Koźmińskiego, Kuwait University, McGill University, RWTH Aachen, Ryerson University, Tongji-Universität, Universität Barcelona, Universidad del Pacifico Quito, Universidade Federal do Rio de Janeiro, University College Dublin, University of Colorado Denver, Wirtschaftsuniversität Prag, Reichsuniversität Groningen, Meiji-Universität, University of Miami, Universität Stellenbosch, Europa-Universität Flensburg und die University of Warwick, Leuphana Universität Lüneburg.